# جگرخون
شیخ‌موس حسن (۱۹۰۳–۱۹۸۴) ملقب به جگرخون (به کُردی جگه‌رخوین Cegerxwîn)  شاعر, نویسنده, ادیب و مورخِ ملی گرای کُرد بود.وی در سال ۱۹۰۳ ، در روستای حسار از توابع ماردین (باتمان امروزی) از شهرهای امپراتوری عثمانی دیده به جهان گشود.در سال ۱۹۱۴ با آغاز جنگ جهانی اول خانواده‌اش به شهر عامودا در نزدیکی قامشلی در شمال شرقی سوریه امروزی پناهنده شدند.
در ۱۹۲۰ از این روستا به آن روستا به دنبال تحصیل علوم دینی می‌رود و به تحصیل می‌پردازد و با بسیاری از روحانیان منطقه آشنا شده و با آثار شعرایی همچون "باباطاهر همدانی، ملای جزیری، فقیه طیران، احمد خانی، پرتو هکاری و نالی " آشنا می‌گردد.
در سال ۱۹۲۴ یعنی در بیست و یک سالگی به سرودن شعر می‌پردازد.

## تولد، کودکی و نوجوانی
او در یک خانواده تهی دست در روستای حصار در ترکیه امروزی به دنیا آمد و در سنین کودکی یتیم شد. او به دلیل فقر و جابجایی‌های مکرر خانواده‌اش قادر به تحصیل در مدرسه معمولی نبود، اما در روستاهایی که خانواده‌اش در آنجا ساکن شدند، از ملایان درس خواندن قرآن آموخت. او به عنوان یک کارگر کشاورزی و چوپان امرار معاش می کرد و از همین تجربیات اولیه شروع به جذب آثار زندگی کرد و حفظ اشعار و ترانه هایی کرد که از دراویش شنیده بود و بعدها الهام بخش اشعار اجتماعی او بود.

## آغاز فعالیت های اجتماعی و ادبی
از دهه 30 میلادی به بعد خود را وقف فعالیت اجتماعی و شعر کرد.زندگی دشوار و طاقت فرسای دهقانان  او را متقاعد کرد که نظم اجتماعی و سیاسی حاکم ناعادلانه است. او شاهد سرکوب وحشیانه شورش شیخ سعید پیران در ترکیه در سال 1925 بود که او را به عنوان یک فعال و شاعر عمیقاً تحت تأثیر قرار داد ( او که عمیقاً تحت تأثیر این تجربیات قرار گرفته بود، نام مستعار خود را جگرخون (Cegerxwin) «دل خونین») انتخاب کرد. او با اشتیاق برای ایجاد تغییر، به تأسیس انجمن‌های مختلفی از جمله «Ciwankurd» (کرد جوان) در سال 1938 برای ترویج مطالعه زبان و تاریخ کردی، و در سال 1946 «Civata Azadî» (جامعه آزادی) و «Yekîtiya Kurd»(وحدت کرد) کمک کرد که اهداف سیاسی مشخصی داشت. او در سال 1949 به حزب کمونیست سوریه پیوست و از این رو خود را با جنبش بین‌المللی کمونیست مرتبط کرد و به یکی از حامیان قوی کارزار اتحاد جماهیر شوروی علیه استعمار غرب تبدیل شد.چنین فعالیت‌هایی منجر به دستگیری‌های متعددی شد، اولین مورد در سال 1949. او در نهایت در سال 1957 بر سر اصول از کمونیست‌ها جدا شد، زیرا رهایی مردم خود را هدف اصلی خود قرار داده بود و به عنوان آلترناتیو به حزب دموکراتیک کرد سوریه پیوست.

## آثار
اشعار
- دیوان اول :پریسک و پەتی (Prîsk û Pêtî)، سال ١٩٤٥ در دمشق
- دیوان دوم : سەورا ئازادی  (Sewra Azadî)، سال ١٩٥٤ در دمشق
- دیوان سوم : ما کیستیم ؟ (Kîme Ez)، سال ١٩٧٣ در بیروت
- دیوان چهارم : ڕۆناک (Ronak)، سال ١٩٨٠ در استکهلم
- دیوان پنجم : زەند ئاڤستا (Zend-Avista)، سال ١٩٨١ در استکهلم
- دیوان ششم : شەفەق (Şefeq)، سال ١٩٨٢ در استکهلم
- دیوان هفتم : ھێڤی (Hêvî)، سال ١٩٨٣ در استکهلم
- دیوان هشتم : ئاشتی (Aştî)، سال ١٩٨٥ در استکلهم
- دستور زبان کردی (Destûra Zimanê kurdî)، سال ١٩٦١ در بغداد

زبان و فرهنگ
- فرهنگ (بخش اول) (Ferheng، perçê yekem)، سال ١٩٦٢ در بغداد
- فرهنگ (بخش دوم) (Ferheng، perçê diwem)، سال ١٩٦٢ در بغداد

تاریخ
- Tarîxa Kurdistan (تاریخ کردستان), سه جلد, 1985-1987 در استکهلم